# Hiro H2H
Le Hiro H2H, aussi désigné « Hydravion de marine Type 89 » (en japonais : « 八九式飛行艇 »), était un hydravion biplan bimoteur japonais des années 1930. Conçu et fabriqué par l'Arsenal naval de Hiro (Hiro Kaigun Kosho), il fut utilisé par la Marine impériale japonaise.

## Conception et développement
En 1929, la Marine impériale japonaise acheta un exemplaire de l'hydravion à coque en métal britannique
Supermarine Southampton II, et après évaluation envoya l'avion à l'arsenal naval de Hiro (qui avait déjà conçu le H1H en bois, basé sur le Felixstowe F.5) pour étudier sa structure de coque métallique avancée. À la suite de cette étude, Hiro conçut un nouvel hydravion, qui était toutefois très ressemblant au Southampton.
Le nouvel avion était un biplan bimoteur doté d'une coque entièrement métallique, et disposant d'ailes et de surfaces de queue à structure métallique recouvertes de tissu. Il était propulsé par deux moteurs à 12 cylindres en W Hiro Type 14 (en) produisant chacun une puissance de 550 ch (410 kW). La construction du premier prototype fut achevée en 1930, et l'appareil fut commandé en série après avoir réussi sa phase d'essais. Treize appareils furent produits par Hiro, et quatre autres par Aichi. Les derniers appareils produits étaient équipés de moteur Hiro Type 90 plus puissants, produisant chacun une puissance de 600 à 750 ch (448 à 560 kW).

## Carrière opérationnelle
L'avion entra en service dans la Marine impériale japonaise sous la désignation de H2H1. Les hydravions Type 89 arrivèrent juste à temps pour l'incident de Shanghai du 28 janvier 1933. Avec son prédécesseur le H1H, il servit sur les lignes de front jusque dans les premières années de la Seconde Guerre sino-japonaise, qui s'étala de 1937 à 1945.

## Utilisateurs
- Empire du Japon :
  - Marine impériale japonaise.